# Dannebrog (Nebraska)
Dannebrog é uma vila localizada no estado americano de Nebraska, no Condado de Howard.

## Demografia
Segundo o censo americano de 2000, a sua população era de 352 habitantes.
Em 2006, foi estimada uma população de 344, um decréscimo de 8 (-2.3%).

## Geografia
De acordo com o United States Census Bureau, a localidade tem uma área de 0,9 km², sem área coberta por água. Dannebrog localiza-se a aproximadamente 565 metros acima do nível do mar.

### Vizinhança
O diagrama seguinte representa as localidades num raio de 20 km ao redor de Dannebrog.